# 알멘드랄레호
알멘드랄레호(스페인어: Almendralejo)는 스페인 엑스트레마두라주 바다호스도에 위치한 지역이다. 2010년 기준으로 인구는 33,975명이며, 1936년 스페인 내전 중에 전투와 학살이 벌어진 곳이기도 하다.